# Юдифь Баварская (герцогиня Швабии)
Юдифь (Юдит; нем. Judith; 19 мая 1100 — 27 августа 1130) — герцогиня Швабии, жена Фридриха II, мать Фридриха I Барбароссы, императора Священной Римской Империи.

## Жизнь
Юдифь родилась 19 мая 1100 года и была старшей дочерью Генриха IX, герцога Баварского и Вульфхильды Саксонской, дочери Магнуса, герцога Саксонии и Софии Венгерской; таким образом она принадлежала к влиятельному немецкому дому Вельфов.
Между 1119 и 1121 годами (точная дата неизвестна) она вышла замуж за Фридриха II, герцога Швабии. Династический брак объединил дом Вельфов и Гогенштауфенов — две самые влиятельные семьи в Германии.
В 1125 году её отец первоначально поддерживал кандидатуру её мужа в качестве преемника императора Генриха V в качестве короля Германии, однако в конце концов поддержал Лотара III, императора Священной Римской империи. Этот поступок отца Юдифи стал причиной начала вражды домами, что возымело далеко идущие последствия для Германии в течение всего двенадцатого века. Неизвестно, как конфликт повлиял на отношения между Юдифью и её мужем, однако после рождения их дочери Берты в 1123 году детей у супругов больше не было.
Юдифь умерла 27 августа 1130 года и была похоронена в Вальдбурге в Хайлиген Форст, Эльзас. Вскоре после её смерти Фридрих женился во второй раз.

## Дети
- Фридрих Барбаросса (1122—1190), император Священной Римской империи
- Берта (Юдифь) Швабская (1123—18 октября 1194/25 марта 1195), с ок. 1138 замужем за Маттиасом I, герцогом Лотарингии (1139—1176), в 1188—1194 регентша Лотарингии